# Mausolée de l'Aga Khan
Le mausolée de l'Aga Khan (en arabe : ضريح أغا خان), est un monument funéraire situé à Assouan, en Égypte, dans lequel reposent l'Aga Khan III, son épouse la Bégum et l'Aga Khan IV.

## Histoire
La Begum, veuve de l'Aga Khan III, respecte sa volonté en faisant élever un mausolée à sa mémoire à Assouan, qui est inauguré le 20 février 1959, date du transfert des restes du chef des Ismaéliens. Après sa mort en 2000, elle est elle-même inhumée à ses côtés. Enfin, le 9 février 2025, l'Aga Khan IV est à son tour inhumé au sein du mausolée,.

## Situation
Inspiré de l'architecture fatimide du Caire, le mausolée de calcaire rose surplombe la ville d'Assouan sur la rive gauche du Nil, face à la ville.

Le mausolée vu depuis la rive droite du Nil.
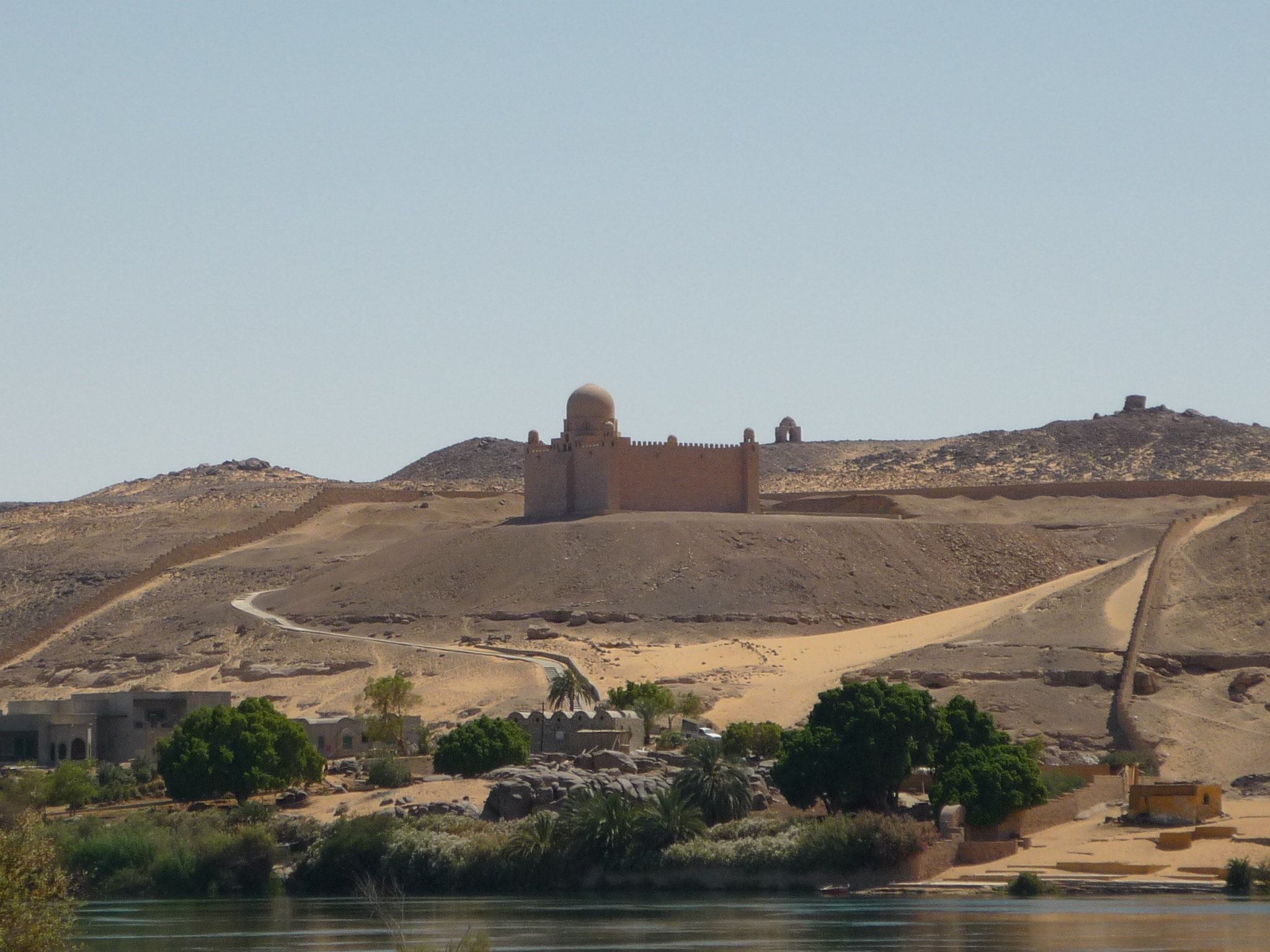
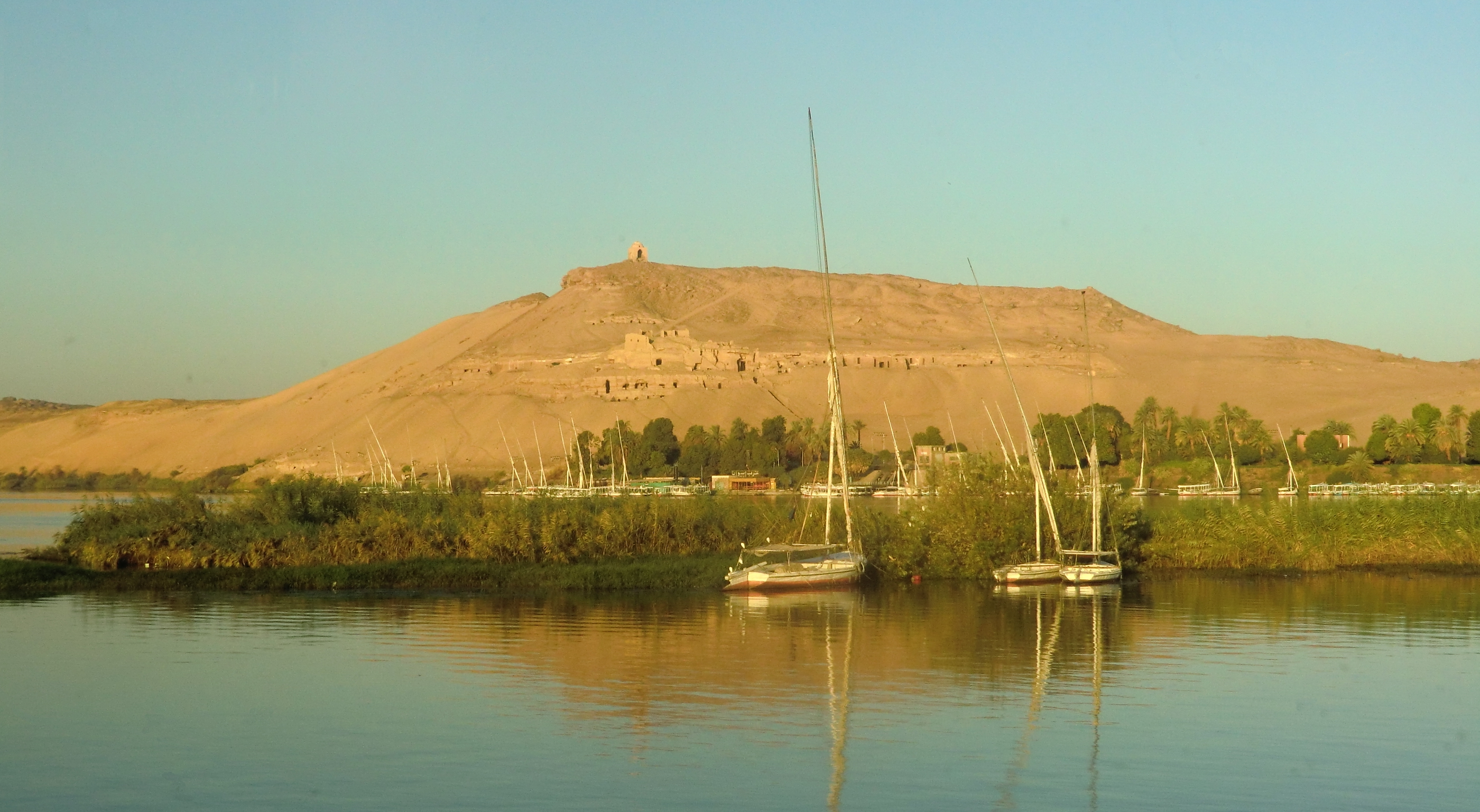
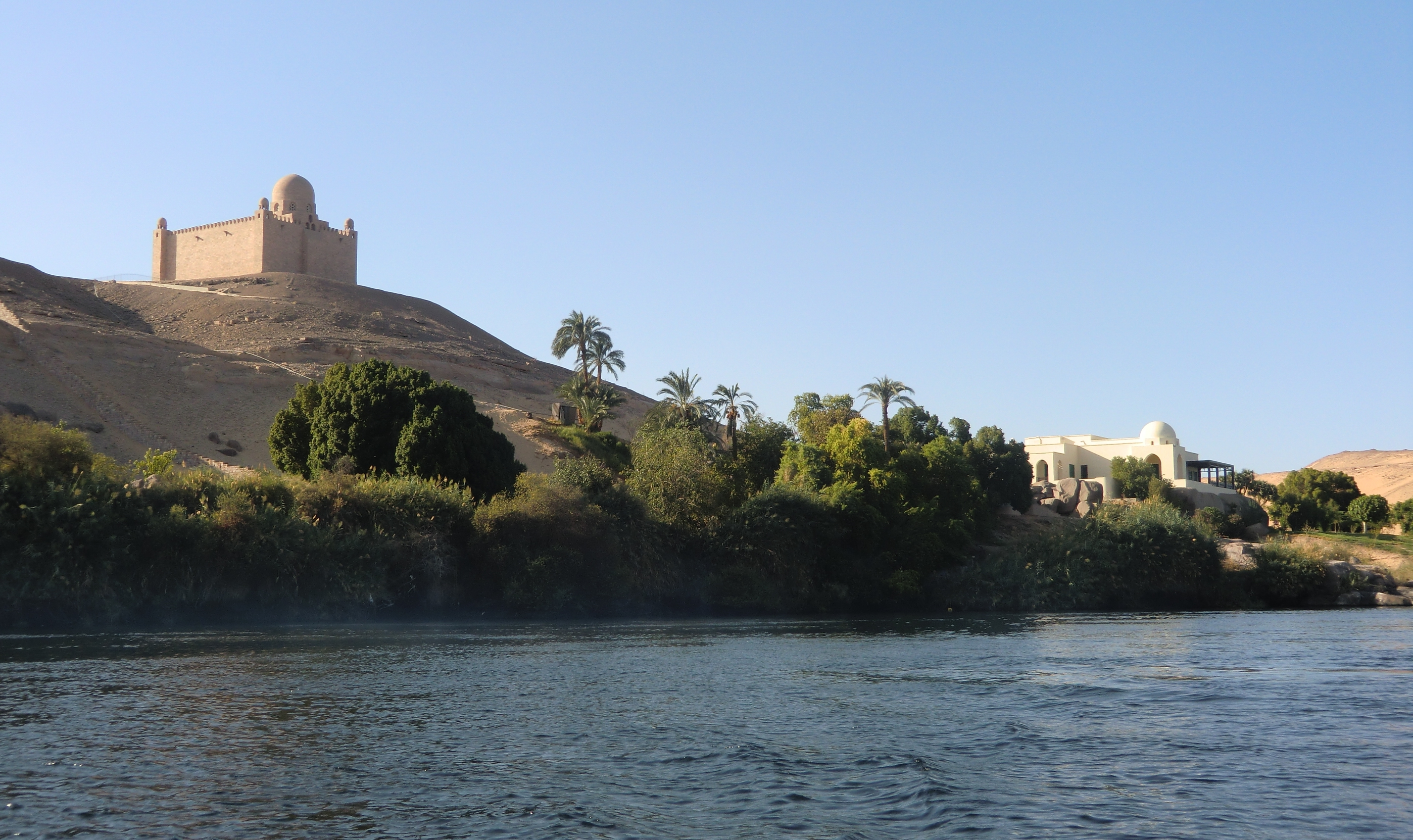
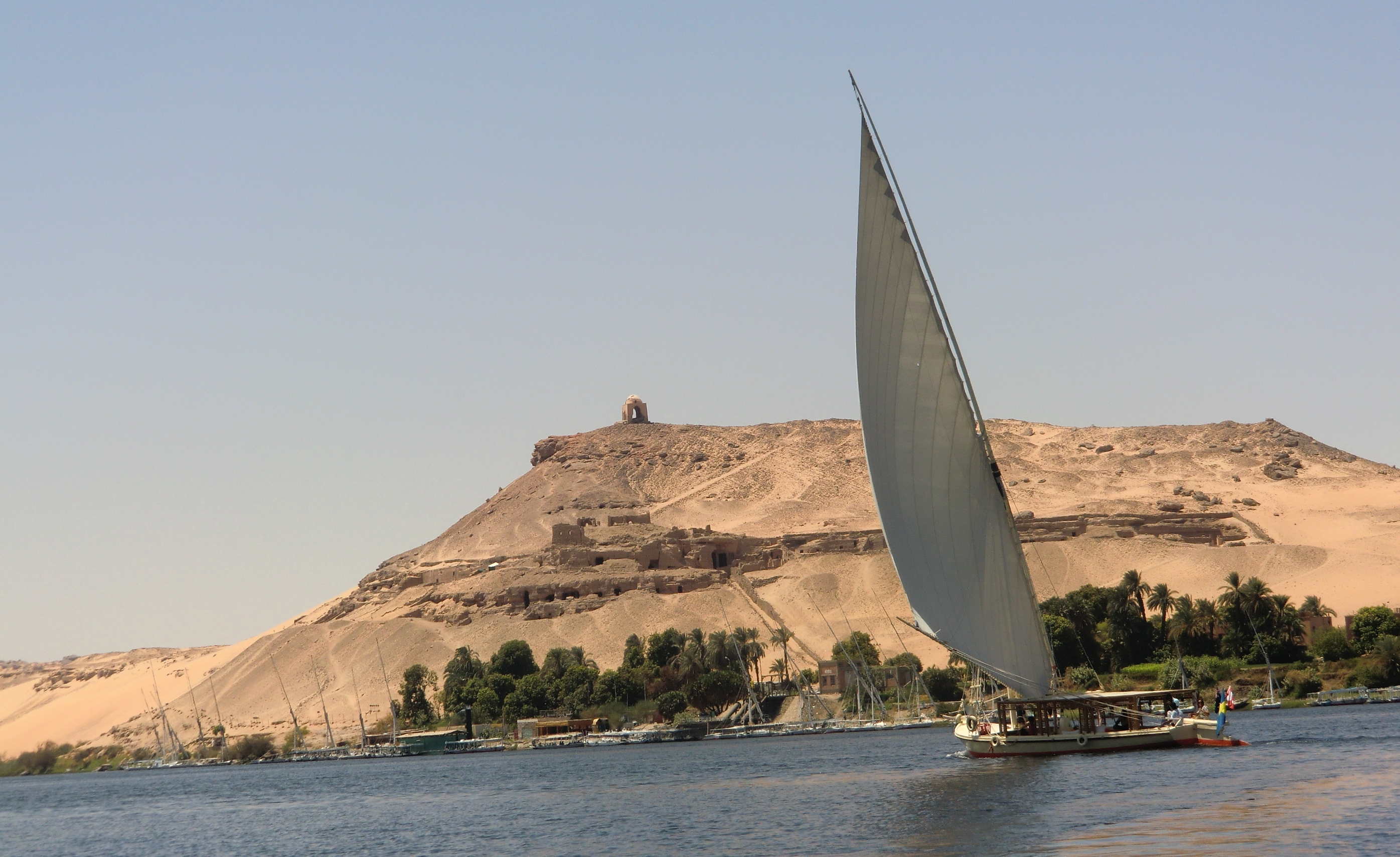